# Srednje Selo (żupania karlowacka)
Srednje Selo – wieś w Chorwacji, w żupanii karlowackiej, w gminie Cetingrad. W 2011 roku liczyła 15 mieszkańców.